# Tak jest, jak się państwu zdaje
Tak jest, jak się państwu zdaje (oryg. wł. Così è (se vi pare)) – dramat Luigiego Pirandella z 1917. 

## Treść
Akcja utworu rozgrywa się w nieznanym z nazwy włoskim mieście będącym stolicą prowincji. Lamberto Laudisi, jego siostra Amalia i jej córka Dina rozmawiają o tajemniczym podwładnym Laudisiego, panu Ponza. Przybył on do miasta razem z żoną i jej matką, jednak wynajął dla teściowej osobne mieszkanie i nie pozwala obu kobietom normalnie się spotykać. W celu rozmowy z córką teściowa, pani Frola, udaje się pod balkon mieszkania córki i kontaktuje się z nią, pisząc listy, które następnie są wciągane na górę w koszyku. Gdy rodzina Laudisi razem z gośćmi zastanawia się nad przyczynami tego zachowania, pojawia się pani Frola. Zaprzecza, jakoby była niezadowolona ze swojej sytuacji, twierdzi, że pozostawanie córki stale w domu z mężem jest naturalnym i korzystnym stanem rzeczy. Jako następny pojawia się natomiast pan Ponza. Oznajmia on, że jego teściowa jest obłąkana – zachorowała psychicznie po śmierci swojej córki; jego obecną żonę Giulię, którą poślubił po jej zgonie, uważa za zmarłą Linę. Pragnąc równocześnie opiekować się teściową i nie dopuścić do bezpośredniego spotkania między panią Frola i Giulią, odizolował obie kobiety w znany wszystkim sposób. 
Wkrótce po wyjściu pana Ponzy pojawia się ponownie pani Frola, która zaprzecza, jakoby chorowała. Zapewnia, że obłędem dotknięty jest jej zięć, który przestał poznawać swoją żonę. Aby Lina mogła pozostać w jego domu, jej przyjaciele musieli zaaranżować jej ponowne spotkanie i drugi ślub z panem Ponzą, który żyje w przekonaniu, że poślubił zupełnie inną kobietę. Wiedziony obsesją jest również pewien, że w każdej chwili może stracić małżonkę, więc zamyka żonę w domu i zabrania jej wszelkich kontaktów z innymi ludźmi, poza spotkaniami z matką. 
Laudisi i jego goście usiłują dowiedzieć się, która wersja wydarzeń była prawdziwa. Nie sposób jednak tego ustalić – pani Frola i państwo Ponza przybyli z wioski na Sycyli, gdzie kilka lat wcześniej doszło do trzęsienia ziemi. Nie żyją żadni świadkowie ich wcześniejszego życia, nie przetrwały żadne dokumenty urzędowe. Także konfrontacja między zięciem i teściową, zaaranżowana w domu Laudisiego, nie pozwala wyciągnąć jednoznacznych wniosków. Ostatecznym środkiem okazuje się doprowadzenie do spotkania z samą panią Ponza. Ta jednak oznajmia, że przez miłosierdzie zgadza się być dla pana Ponzy jego drugą żoną Giulią, dla pani Frola - jej córką Liną, za każdym razem będąc tą osobą, której się oczekuje, własnej osobowości nie posiada zaś w ogóle.

## Cechy utworu
W ocenie Józefa Heisteina dramat należy do dzieł Luigiego Pirandella, w których autor świadomie odrzucił tradycyjne zasady kompozycji dzieła dramatycznego. Bohaterowie utworu dzielą się na dwie grupy: postaci, między którymi rozgrywa się właściwy dramat (małżeństwo Ponza, pani Frola) oraz postaci, które usiłują zbadać panujące w pierwszej grupie relacje. W miarę lektury utworu czytelnik nie poznaje nowych perypetii właściwych bohaterów, gdyż ich sytuacja nie ulega zmianie. Obserwuje jedynie, jak inne postacie pozyskują na ich temat nowe informacje i pozornie zbliża się do rozwiązania nurtującej ich zagadki zachowania małżeństwa Ponza. Ostatecznie okazuje się jednak, że i ten wątek nie ma jednoznacznego rozwiązania - nie udaje się ustalić, kim naprawdę jest pani Ponza. Starania na rzecz rozwiązania zagadki zostają ukazane jako absurdalne i z gruntu skazane na niepowodzenie, co konsekwentnie podkreśla w swoich wypowiedziach Laudisi; jego śmiech kończy cały dramat. 
Joanna Ugniewska zaliczyła Tak jest, jak się państwu zdaje do grupy dramatów Pirandellego, w których autor wykorzystywał tradycyjne środki wyrazu teatru mieszczańskiego, jego typowych wątków i postaci, by równocześnie odrzucić zasadniczą cechę tego teatru: harmonię między postaciami a ich środowiskiem. Autorka ta podkreśla znaczenie postaci Laudisiego - bohatera-rezonera, którego wypowiedzi zbijają z tropu inne postacie, podważają w ogóle możliwość dotarcia do obiektywnych faktów i głoszą powszechny relatywizm. W rezultacie cała sztuka staje się groteską, gdyż wypowiedzi rezonera prowokują innych bohaterów do wdawania się w ciągłe spory, w czasie których pojawiają się nowe paradoksy i sprzeczności. 